# Шахрестаниха и Эраншахр
Шахрестаниха и Эраншахр (буквально «Столицы провинций Ирана») — это сохранившийся текст по географии на среднеперсидском языке, завершённый в конце восьмого или начале девятого века нашей эры. В тексте даётся пронумерованный список городов Эраншахра, их история и значение для персидской истории. В самом тексте говорится, что он также был переделан во времена Хосрова II (годы правления 590–628) в VII веке, потому что в нём упоминаются несколько мест в Африке и Персидском заливе, завоеванных Сасанидами.
Книга служит источником работ по среднеаравийским языкам, источником по административной географии и истории Сасанидов, а также источником исторических записей, касающихся имён сасанидских царей как строителей различных городов. В тексте содержится информация о персидском эпосе Хвадай-намак (сокр. «Книга царей»).
Книга может быть такой же, как «Аджадгар и Шахриха» (сокр. «Жизнеописание городов»), упомянутое в «Бундахишне» и, как говорят, написанное по приказу Кавада I.

## Термины Эран и Эраншахр

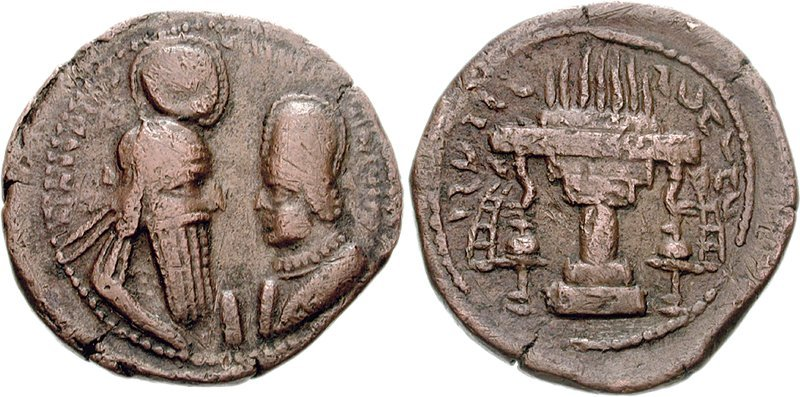
Монета с изображением Ардашира I (т. 224–242) и Шапура I (т. 240–270)

Выражения Эраншахр () и Эран использовались в сасанидском Иране. С начала эпохи Сасанидов (период правления Ардашира I и Шапура I) они приняли Эраншахр «Земля ариев» как обозначение своей страны и оно служило официальным названием их государства.
Ардашир I, который был первым царём Сасанидской империи, использовал более древнее слово эран (парф. арий) как часть своих титулов и в соответствии с его этимологией. В Накше-Рустаме провинции Фарс и монетах, выпущенных того же периода, Ардашир I называет себя Ардашир шаханшах эран в среднеперсидской версии и шаханшах арий в его парфянской версии, что означает «царь арийских царей». Его сын Шапур I называл себя шаханшах эран и анэран (букв. «царь арийских царей и неарийцев») на среднеперсидском и шаханшах арьян и анарьян на парфянском. Более поздние шахи использовали те же или похожие термины, и эти титулы стали стандартным обозначением сасанидских правителей.
Однако основная трёхъязычная (среднеперсидская, парфянская и греческая) надпись Шапура I на Каабе Зороастра в Фарсе вводит ещё один термин эраншахр на среднеперсидском языке и арианшахр на парфянском языке. Обращение Шапура гласит: …эраншахр квадай хем… («Я — хозяин королевства (нации) Арьи»). Это следует за его титулом «царь арийских царей», что делает «весьма вероятным», что Эраншахр «правильно обозначал империю». Помимо надписи Дария, эта надпись Шапура на стенах Каабы Зороастра является одной из самых важных надписей. В нём описываются части персидско-римских войн и даётся «чёткая картина размеров его империи» посредством названий провинций, упоминаний религиозных пожертвований и упоминаний высокопоставленных придворных, таких как Папак, Ардашир и Шапур I. Согласно надписи, после смерти отца Шапура и его воцарения, римский император Гордиан III «выступил против Ассирии, против Эраншахра и против нас».
Помимо царского титула, термин «Эран» также использовался как сокращение от «Эраншахр» и относился к империи в раннюю эпоху Сасанидов. В этом случае римский Запад соответственно назывался «Анэран». Как ссылки на империи, Эран и Анэран появляются уже в тексте календаря у Мани (датируемом, вероятно, временем Ардашира I). Этот более короткий термин «Эран» встречается в названиях городов, построенных Шапуром I и его преемниками, а также в титулах ряда высших административных чиновников и военачальников. Для первых есть такие примеры, как «Эран-ксварах-Шапур» (слава Эрана (о) Шапуре), «Эран-ашан-кард-кавад» (Кавад умилостивил Эран), а для вторых «Эран-амаргар» (главный бухгалтер), «Эран-дибирбед» (главный секретарь), «Эран-друстбед» (главный врач), «Эран-хамбарагбед» (командующий арсеналом) и «Эран-спахбед» (верховный главнокомандующий).

## Куст Эраншахр

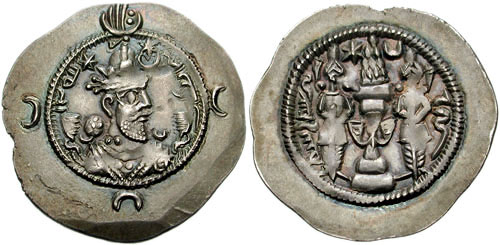
Монета с изображением Хосрова I (531–579)

Согласно книге и в соответствии с древней иранской традицией, Эраншахр разделён на четыре «мифологически и ментально» определённых областей или сторон, называемых кастами. Эти части/регионы/иностранные государства во время и после Хосрова I, по образцу четырёх сторон света, являются (1) Хварасан «северо-восток»; (2) Хварваран «юго-запад»; (3) Немроз «юго-восток»; и (4) Адурбадаган «северо-запад».
Кусты были названы по диагонали, начиная с северо-востока на юго-запад и с юго-востока на северо-запад — стиль, который, вероятно, следовал старой персидской традиции именования сатрапий. Распространённый среднеперсидский термин «абактар» (заимствованный из парфянского: абактар, абараг < в авестийском: апактара), используемый для обозначения северного направления в древнеиранской традиции, в этом названии избегается и заменяется названием их провинции Адурбадаган. Считается, что это связано с «зороастрийской ассоциацией севера с обителью зла», которая «будет вызвана использованием абактара».